# Lars-Åke Sivertsson
Lars-Åke Sivertsson, född 8 maj 1941 i Mora, död 6 februari 2014 i Gävle, var en svensk ishockeyspelare.
Sivertsson växte upp i Bollnäs, där han spelade bandy och senare även hockey med IK Warpen. År 1957 värvades han som 16-åring till Östers IF. 
Lars-Åke Sivertsson började i Brynäs IF:s a-lag i ishockey 1960 efter att ha värvats från Öster. Han var en stor del av Brynäs lagbygge under storhetstiden på 1960- och 1970-talen och hade sex SM-guld och två SM-silver på sin meritlista. Sivertsson spelade 255 matcher i Brynäs under 11 säsonger. Under denna tid gjorde han 188 mål, 80 assists och totalt 268 poäng.
Sivertsson kompletterade de åtta SM-medaljerna med ett VM-brons 1965 samt en fjärdeplats i VM 1966.